# Cratere Sudri
Sudri è un cratere sulla superficie di Callisto.